# Ángel Luis Bienvenida
Ángel Luis Bienvenida (Sevilha, 2 de Agosto de 1924 – Madrid, 3 de Fevereiro de 2007) foi um toureiro espanhol.

## Biografia
Ángel Luis nasceu em Sevilha, como membro de uma gloriosa dinastia ligada ao toureio, fundada por seu pai, Manuel Mejías "El Papa Negro". A família Bienvenida é uma das mais importantes da história do toureio, tendo sido representada nas arenas por sete dos seus membros, em três gerações. Angel era conhecido como "El inglés", dada a sua elegância dentro e fora das arenas.
Começou a dar os primeiros passos no toureio aos 7 anos de idade. A sua carreira de novilheiro, que viria a ser recheada de êxitos, designadamente em Madrid, teve início em Cuenca, no dia 27 de Agosto de 1939, data em que alternou com Angelete.
A sua estreia com picadores foi em 13 de Abril  de  1941, em Valladolid, mas só em 25 de Julho de 1943 tomou a alternativa em Madrid, dada pelos seus irmãos Pepe e António, com touros de Arturo Sanchez Cobaleda.
Em 1947 decidiu retirar-se do toureio, mas 10 anos mais tarde tem a oportunidade de dividir o cartel com o seu irmão António.
Em 1975 recebeu a má notícia de de que o seu irmão e amigo António havia sofrido um acidente enquanto toureava uma vaca no campo, que lhe causaria a morte.
Em 1984, em San Sebastián de los Reyes, mata o seu último touro, à porta fechada, com um grupo de familiares e amigos.
Faleceu aos 82 anos de idade, vítima de doença prolongada. Sobrevive-lhe a esposa Carmen e os seus filhos Rafael, Miguel, Carmencita, Álvaro e Luis. Da família directa de "El Papa Negro" só sobrevive Carmen Pilar, a única mulher de sete irmãos — Manolo, Pepote, Antonio, Rafael, Ángel Luis e Juanito. Todos eles foram toureiros, cinco deles matadores de touros.